# 11e étape du Tour d'Espagne 2023
Pour un article plus général, voir Tour d'Espagne 2023.
La 11e étape du Tour d'Espagne 2023 se déroule le mercredi 6 septembre 2023 entre Lerma et la Lagune noire d'Urbión dans la commune de Vinuesa (Castille-et-León) sur une distance de 163,2 km.

## Parcours
Partant de la commune de Lerma, la 11e étape parcourt le plateau de Castille-et-León vers l'est en restant constamment à une altitude d'environ 1 000 m jusqu'au village de Vinuesa (haute vallée du Douro) où les coureurs passent une première fois après 101 km avant d'accomplir une boucle vers le sud en passant par le village d'Abejar. Repassant une seconde fois par Vinuesa après 145,6 km, la route s'oriente vers le nord et commence à s'élever pour se prolonger par la montée finale sur une étroite route asphaltée à travers la forêt se terminant en cul-de-sac sur les hauteurs orientales du lac de la Laguna Negra (Lagune noire) d'Urbión. Cette ascension de 8,6 km jusqu'à l'altitude de 1 730 m est classée comme col de 1re catégorie et constitue la quatrième arrivée au sommet de l'édition 2023 de la Vuelta.

## Déroulement de la course
Un importante échappée de 26 coureurs creuse un écart important sur le peloton maillot rouge. Au moment de grimper l'unique et ultime ascension de la journée, les fuyards comptent un avantage de près de six minutes. Lors de la montée, le groupe de tête principalement emmené par l'Italien Filippo Ganna (Ineos Grenadiers) se désagrège progressivement. À 1 500 m de l'arrivée, l'Équatorien Jonathan Caicedo (EF Education) attaque et s'isole en tête. Mais il est dépassé aux 250 mètres par l'Espagnol Jesús Herrada (Cofidis) qui remporte la victoire devant le Français Romain Grégoire (Groupama FDJ).

## Résultats

### Classement de l'étape
| \| Classement de l'étape \| Classement de l'étape \| Classement de l'étape \| Classement de l'étape \| Classement de l'étape \| \| Coureur \| Coureur \| Pays \| Équipe \| Temps \| \| --------------------- \| --------------------- \| --------------------- \| --------------------- \| --------------------- \| \| 1er \| Jesús Herrada \| Espagne \| Cofidis \| 3 h 29 min 17 s \| \| 2e \| Romain Grégoire \| France \| Groupama-FDJ \| + 3 s \| \| 3e \| Andreas Kron \| Danemark \| Lotto Dstny \| + 8 s \| \| 4e \| Jonathan Caicedo \| Équateur \| EF Education-EasyPost \| + 12 s \| \| 5e \| Geraint Thomas \| Royaume-Uni \| Ineos Grenadiers \| + 19 s \| \| 6e \| Pelayo Sánchez \| Espagne \| Burgos-BH \| + 24 s \| \| 7e \| Rudy Molard \| France \| Groupama-FDJ \| + 24 s \| \| 8e \| Nicolas Prodhomme \| France \| AG2R Citroën Team \| + 27 s \| \| 9e \| Dorian Godon \| France \| AG2R Citroën Team \| + 58 s \| \| 10e \| Filippo Ganna \| Italie \| Ineos Grenadiers \| + 1 min 16 s \| |                   |             |                       |                 |
| |                   |             |                       |                 |
| Source : ProCyclingStats |                   |             |                       |                 |
| Classement de l'étape |                   |             |                       |                 |
| Coureur | Coureur           | Pays        | Équipe                | Temps           |
| 1er | Jesús Herrada     | Espagne     | Cofidis               | 3 h 29 min 17 s |
| 2e | Romain Grégoire   | France      | Groupama-FDJ          | + 3 s           |
| 3e | Andreas Kron      | Danemark    | Lotto Dstny           | + 8 s           |
| 4e | Jonathan Caicedo  | Équateur    | EF Education-EasyPost | + 12 s          |
| 5e | Geraint Thomas    | Royaume-Uni | Ineos Grenadiers      | + 19 s          |
| 6e | Pelayo Sánchez    | Espagne     | Burgos-BH             | + 24 s          |
| 7e | Rudy Molard       | France      | Groupama-FDJ          | + 24 s          |
| 8e | Nicolas Prodhomme | France      | AG2R Citroën Team     | + 27 s          |
| 9e | Dorian Godon      | France      | AG2R Citroën Team     | + 58 s          |
| 10e | Filippo Ganna     | Italie      | Ineos Grenadiers      | + 1 min 16 s    |

### Points attribués pour le classement par points
| Sprint intermédiaire Vinuesa (km 145) | Sprint intermédiaire Vinuesa (km 145) | Sprint intermédiaire Vinuesa (km 145) | Sprint intermédiaire Vinuesa (km 145) | Sprint intermédiaire Vinuesa (km 145) |
| ------------------------------------- | ------------------------------------- | ------------------------------------- | ------------------------------------- | ------------------------------------- |
|                                       | Coureur                               | Pays                                  | Équipe                                | Point(s)                              |
| 1er                                   | Joel Nicolau                          | Espagne                               | Caja Rural-Seguros RGA                | 20                                    |
| 2e                                    | Sean Flynn                            | Grande-Bretagne                       | DSM-Firmenich                         | 17                                    |
| 3e                                    | Paul Ourselin                         | France                                | TotalEnergies                         | 15                                    |
| 4e                                    | Łukasz Owsian                         | Pologne                               | Arkéa-Samsic                          | 13                                    |
| 5e                                    | Jan Maas                              | Pays-Bas                              | Jayco AlUla                           | 10                                    |
| modifier                              |                                       |                                       |                                       |                                       |

| Arrivée d'étape Lagune noire d'Urbión (km 163,2) | Arrivée d'étape Lagune noire d'Urbión (km 163,2) | Arrivée d'étape Lagune noire d'Urbión (km 163,2) | Arrivée d'étape Lagune noire d'Urbión (km 163,2) | Arrivée d'étape Lagune noire d'Urbión (km 163,2) |
| ------------------------------------------------ | ------------------------------------------------ | ------------------------------------------------ | ------------------------------------------------ | ------------------------------------------------ |
|                                                  | Coureur                                          | Pays                                             | Équipe                                           | Point(s)                                         |
| 1er                                              | Jesús Herrada                                    | Espagne                                          | Cofidis                                          | 20                                               |
| 2e                                               | Romain Grégoire                                  | France                                           | Groupama-FDJ                                     | 17                                               |
| 3e                                               | Andreas Kron                                     | Danemark                                         | Lotto Dstny                                      | 15                                               |
| 4e                                               | Jonathan Caicedo                                 | Équateur                                         | EF Education-EasyPost                            | 13                                               |
| 5e                                               | Geraint Thomas                                   | Grande-Bretagne                                  | Ineos Grenadiers                                 | 11                                               |
| 6e                                               | Pelayo Sánchez                                   | Espagne                                          | Burgos-BH                                        | 10                                               |
| 7e                                               | Rudy Molard                                      | France                                           | Groupama-FDJ                                     | 9                                                |
| 8e                                               | Nicolas Prodhomme                                | France                                           | AG2R Citroën                                     | 8                                                |
| 9e                                               | Dorian Godon                                     | France                                           | AG2R Citroën                                     | 7                                                |
| 10e                                              | Filippo Ganna                                    | Italie                                           | Ineos Grenadiers                                 | 6                                                |
| 11e                                              | Joel Nicolau                                     | Espagne                                          | Caja Rural-Seguros RGA                           | 5                                                |
| 12e                                              | José Manuel Díaz                                 | Espagne                                          | Burgos-BH                                        | 4                                                |
| 13e                                              | Alan Jousseaume                                  | France                                           | TotalEnergies                                    | 3                                                |
| 14e                                              | Jan Maas                                         | Pays-Bas                                         | Jayco AlUla                                      | 2                                                |
| 15e                                              | Paul Ourselin                                    | France                                           | TotalEnergies                                    | 1                                                |
| modifier                                         |                                                  |                                                  |                                                  |                                                  |

### Points attribués pour le classement du meilleur grimpeur
| \| Lagune noire d'Urbión (km 163,2) 1re catégorie (6,5 km à 6,8%) \| Lagune noire d'Urbión (km 163,2) 1re catégorie (6,5 km à 6,8%) \| Lagune noire d'Urbión (km 163,2) 1re catégorie (6,5 km à 6,8%) \| Lagune noire d'Urbión (km 163,2) 1re catégorie (6,5 km à 6,8%) \| Lagune noire d'Urbión (km 163,2) 1re catégorie (6,5 km à 6,8%) \| \| -------------------------------------------------------------- \| -------------------------------------------------------------- \| -------------------------------------------------------------- \| -------------------------------------------------------------- \| -------------------------------------------------------------- \| \| \| Coureur \| Pays \| Équipe \| Point(s) \| \| 1er \| Jesús Herrada \| Espagne \| Cofidis \| 10 \| \| 2e \| Romain Grégoire \| France \| Groupama-FDJ \| 6 \| \| 3e \| Andreas Kron \| Danemark \| Lotto Dstny \| 4 \| \| 4e \| Jonathan Caicedo \| Équateur \| EF Education-EasyPost \| 2 \| \| 5e \| Geraint Thomas \| Grande-Bretagne \| Ineos Grenadiers \| 1 \| \| modifier \| \| \| \| \| |                  |                 |                       |          |
| Lagune noire d'Urbión (km 163,2) 1re catégorie (6,5 km à 6,8%) |                  |                 |                       |          |
| | Coureur          | Pays            | Équipe                | Point(s) |
| 1er | Jesús Herrada    | Espagne         | Cofidis               | 10       |
| 2e | Romain Grégoire  | France          | Groupama-FDJ          | 6        |
| 3e | Andreas Kron     | Danemark        | Lotto Dstny           | 4        |
| 4e | Jonathan Caicedo | Équateur        | EF Education-EasyPost | 2        |
| 5e | Geraint Thomas   | Grande-Bretagne | Ineos Grenadiers      | 1        |
| modifier |                  |                 |                       |          |

### Bonifications
|   | Coureur       | Pays            | Équipe                 | Secondes |
| - | ------------- | --------------- | ---------------------- | -------- |
| 1 | Joel Nicolau  | Espagne         | Caja Rural-Seguros RGA | 6 s      |
| 2 | Sean Flynn    | Grande-Bretagne | DSM-Firmenich          | 4 s      |
| 3 | Paul Ourselin | France          | TotalEnergies          | 2 s      |

|   | Coureur         | Pays     | Équipe       | Secondes |
| - | --------------- | -------- | ------------ | -------- |
| 1 | Jesús Herrada   | Espagne  | Cofidis      | 10 s     |
| 2 | Romain Grégoire | France   | Groupama-FDJ | 6 s      |
| 3 | Andreas Kron    | Danemark | Lotto Dstny  | 4 s      |

### Prix de la combativité
- José Manuel Díaz (Burgos-BH)

## Classements à l'issue de l'étape

### Classement général
| \| Classement général \| Classement général \| Classement général \| Classement général \| Classement général \| \| Coureur \| Coureur \| Pays \| Équipe \| Temps \| \| ------------------ \| ------------------ \| ------------------ \| ------------------ \| ------------------ \| \| 1er \| Sepp Kuss \| États-Unis \| Jumbo-Visma \| 39 h 27 min 45 s \| \| 2e \| Marc Soler \| Espagne \| UAE Team Emirates \| + 26 s \| \| 3e \| Remco Evenepoel \| Belgique \| Soudal Quick-Step \| + 1 min 09 s \| \| 4e \| Primož Roglič \| Slovénie \| Jumbo-Visma \| + 1 min 36 s \| \| 5e \| Lenny Martinez \| France \| Groupama-FDJ \| + 2 min 02 s \| \| 6e \| João Almeida \| Portugal \| UAE Team Emirates \| + 2 min 16 s \| \| 7e \| Jonas Vingegaard \| Danemark \| Jumbo-Visma \| + 2 min 22 s \| \| 8e \| Juan Ayuso \| Espagne \| UAE Team Emirates \| + 2 min 25 s \| \| 9e \| Enric Mas \| Espagne \| Movistar Team \| + 2 min 50 s \| \| 10e \| Aleksandr Vlasov \| Bannière neutre \| Bora-Hansgrohe \| + 3 min 14 s \| |                  |                 |                   |                  |
| |                  |                 |                   |                  |
| Source : ProCyclingStats |                  |                 |                   |                  |
| Classement général |                  |                 |                   |                  |
| Coureur | Coureur          | Pays            | Équipe            | Temps            |
| 1er | Sepp Kuss        | États-Unis      | Jumbo-Visma       | 39 h 27 min 45 s |
| 2e | Marc Soler       | Espagne         | UAE Team Emirates | + 26 s           |
| 3e | Remco Evenepoel  | Belgique        | Soudal Quick-Step | + 1 min 09 s     |
| 4e | Primož Roglič    | Slovénie        | Jumbo-Visma       | + 1 min 36 s     |
| 5e | Lenny Martinez   | France          | Groupama-FDJ      | + 2 min 02 s     |
| 6e | João Almeida     | Portugal        | UAE Team Emirates | + 2 min 16 s     |
| 7e | Jonas Vingegaard | Danemark        | Jumbo-Visma       | + 2 min 22 s     |
| 8e | Juan Ayuso       | Espagne         | UAE Team Emirates | + 2 min 25 s     |
| 9e | Enric Mas        | Espagne         | Movistar Team     | + 2 min 50 s     |
| 10e | Aleksandr Vlasov | Bannière neutre | Bora-Hansgrohe    | + 3 min 14 s     |

| Classement par points | Classement par points   | Classement par points | Classement par points | Classement par points |
| Coureur               | Coureur                 | Pays                  | Équipe                | Points                |
| --------------------- | ----------------------- | --------------------- | --------------------- | --------------------- |
| 1er                   | Kaden Groves            | Australie             | Alpecin-Deceuninck    | 158 pts               |
| 2e                    | Andreas Kron            | Danemark              | Lotto Dstny           | 82 pts                |
| 3e                    | Remco Evenepoel         | Belgique              | Soudal Quick-Step     | 79 pts                |
| 4e                    | Marc Soler              | Espagne               | UAE Team Emirates     | 73 pts                |
| 5e                    | Andrea Vendrame         | Italie                | AG2R Citroën Team     | 66 pts                |
| 6e                    | Geoffrey Soupe          | France                | TotalEnergies         | 61 pts                |
| 7e                    | Filippo Ganna           | Italie                | Ineos Grenadiers      | 59 pts                |
| 8e                    | Marijn van den Berg     | Pays-Bas              | EF Education-EasyPost | 57 pts                |
| 9e                    | Edward Theuns           | Belgique              | Lidl-Trek             | 55 pts                |
| 10e                   | Amanuel Ghebreigzabhier | Érythrée              | Lidl-Trek             | 52 pts                |

| Classement par points | Classement par points   | Classement par points | Classement par points | Classement par points |
| Coureur               | Coureur                 | Pays                  | Équipe                | Points                |
| --------------------- | ----------------------- | --------------------- | --------------------- | --------------------- |
| 1er                   | Kaden Groves            | Australie             | Alpecin-Deceuninck    | 158 pts               |
| 2e                    | Andreas Kron            | Danemark              | Lotto Dstny           | 82 pts                |
| 3e                    | Remco Evenepoel         | Belgique              | Soudal Quick-Step     | 79 pts                |
| 4e                    | Marc Soler              | Espagne               | UAE Team Emirates     | 73 pts                |
| 5e                    | Andrea Vendrame         | Italie                | AG2R Citroën Team     | 66 pts                |
| 6e                    | Geoffrey Soupe          | France                | TotalEnergies         | 61 pts                |
| 7e                    | Filippo Ganna           | Italie                | Ineos Grenadiers      | 59 pts                |
| 8e                    | Marijn van den Berg     | Pays-Bas              | EF Education-EasyPost | 57 pts                |
| 9e                    | Edward Theuns           | Belgique              | Lidl-Trek             | 55 pts                |
| 10e                   | Amanuel Ghebreigzabhier | Érythrée              | Lidl-Trek             | 52 pts                |

| Classement de la montagne | Classement de la montagne | Classement de la montagne | Classement de la montagne | Classement de la montagne |
| Coureur                   | Coureur                   | Pays                      | Équipe                    | Points                    |
| ------------------------- | ------------------------- | ------------------------- | ------------------------- | ------------------------- |
| 1er                       | Jesús Herrada             | Espagne                   | Cofidis                   | 22 pts                    |
| 2e                        | Eduardo Sepúlveda         | Argentine                 | Lotto Dstny               | 21 pts                    |
| 3e                        | Remco Evenepoel           | Belgique                  | Soudal Quick-Step         | 20 pts                    |
| 4e                        | Matteo Sobrero            | Italie                    | Team Jayco AlUla          | 11 pts                    |
| 5e                        | Sepp Kuss                 | États-Unis                | Jumbo-Visma               | 10 pts                    |
| 6e                        | Lennard Kämna             | Allemagne                 | Bora-Hansgrohe            | 10 pts                    |
| 7e                        | Andreas Kron              | Danemark                  | Lotto Dstny               | 10 pts                    |
| 8e                        | Jonas Vingegaard          | Danemark                  | Jumbo-Visma               | 10 pts                    |
| 9e                        | Damiano Caruso            | Italie                    | Bahrain Victorious        | 9 pts                     |
| 10e                       | Primož Roglič             | Slovénie                  | Jumbo-Visma               | 8 pts                     |

| Classement de la montagne | Classement de la montagne | Classement de la montagne | Classement de la montagne | Classement de la montagne |
| Coureur                   | Coureur                   | Pays                      | Équipe                    | Points                    |
| ------------------------- | ------------------------- | ------------------------- | ------------------------- | ------------------------- |
| 1er                       | Jesús Herrada             | Espagne                   | Cofidis                   | 22 pts                    |
| 2e                        | Eduardo Sepúlveda         | Argentine                 | Lotto Dstny               | 21 pts                    |
| 3e                        | Remco Evenepoel           | Belgique                  | Soudal Quick-Step         | 20 pts                    |
| 4e                        | Matteo Sobrero            | Italie                    | Team Jayco AlUla          | 11 pts                    |
| 5e                        | Sepp Kuss                 | États-Unis                | Jumbo-Visma               | 10 pts                    |
| 6e                        | Lennard Kämna             | Allemagne                 | Bora-Hansgrohe            | 10 pts                    |
| 7e                        | Andreas Kron              | Danemark                  | Lotto Dstny               | 10 pts                    |
| 8e                        | Jonas Vingegaard          | Danemark                  | Jumbo-Visma               | 10 pts                    |
| 9e                        | Damiano Caruso            | Italie                    | Bahrain Victorious        | 9 pts                     |
| 10e                       | Primož Roglič             | Slovénie                  | Jumbo-Visma               | 8 pts                     |

| Classement du meilleur jeune | Classement du meilleur jeune | Classement du meilleur jeune | Classement du meilleur jeune | Classement du meilleur jeune |
| Coureur                      | Coureur                      | Pays                         | Équipe                       | Temps                        |
| ---------------------------- | ---------------------------- | ---------------------------- | ---------------------------- | ---------------------------- |
| 1er                          | Remco Evenepoel              | Belgique                     | Soudal Quick-Step            | 39 h 28 min 54 s             |
| 2e                           | Lenny Martinez               | France                       | Groupama-FDJ                 | + 53 s                       |
| 3e                           | João Almeida                 | Portugal                     | UAE Team Emirates            | + 1 min 07 s                 |
| 4e                           | Juan Ayuso                   | Espagne                      | UAE Team Emirates            | + 1 min 16 s                 |
| 5e                           | Cian Uijtdebroeks            | Belgique                     | Bora-Hansgrohe               | + 4 min 07 s                 |
| 6e                           | Santiago Buitrago            | Colombie                     | Bahrain Victorious           | + 5 min 28 s                 |
| 7e                           | Einer Rubio                  | Colombie                     | Movistar Team                | + 5 min 28 s                 |
| 8e                           | Attila Valter                | Hongrie                      | Jumbo-Visma                  | + 12 min 51 s                |
| 9e                           | Antonio Tiberi               | Italie                       | Bahrain Victorious           | + 25 min 19 s                |
| 10e                          | Michel Ries                  | Luxembourg                   | Arkéa-Samsic                 | + 37 min 24 s                |

| Classement du meilleur jeune | Classement du meilleur jeune | Classement du meilleur jeune | Classement du meilleur jeune | Classement du meilleur jeune |
| Coureur                      | Coureur                      | Pays                         | Équipe                       | Temps                        |
| ---------------------------- | ---------------------------- | ---------------------------- | ---------------------------- | ---------------------------- |
| 1er                          | Remco Evenepoel              | Belgique                     | Soudal Quick-Step            | 39 h 28 min 54 s             |
| 2e                           | Lenny Martinez               | France                       | Groupama-FDJ                 | + 53 s                       |
| 3e                           | João Almeida                 | Portugal                     | UAE Team Emirates            | + 1 min 07 s                 |
| 4e                           | Juan Ayuso                   | Espagne                      | UAE Team Emirates            | + 1 min 16 s                 |
| 5e                           | Cian Uijtdebroeks            | Belgique                     | Bora-Hansgrohe               | + 4 min 07 s                 |
| 6e                           | Santiago Buitrago            | Colombie                     | Bahrain Victorious           | + 5 min 28 s                 |
| 7e                           | Einer Rubio                  | Colombie                     | Movistar Team                | + 5 min 28 s                 |
| 8e                           | Attila Valter                | Hongrie                      | Jumbo-Visma                  | + 12 min 51 s                |
| 9e                           | Antonio Tiberi               | Italie                       | Bahrain Victorious           | + 25 min 19 s                |
| 10e                          | Michel Ries                  | Luxembourg                   | Arkéa-Samsic                 | + 37 min 24 s                |

| Classement par équipes | Classement par équipes | Classement par équipes | Classement par équipes |
| Équipe                 | Équipe                 | Pays                   | Temps                  |
| ---------------------- | ---------------------- | ---------------------- | ---------------------- |
| 1re                    | Jumbo-Visma            | Pays-Bas               | 11 h 48 min 05 s       |
| 2e                     | UAE Team Emirates      | Émirats arabes unis    | + 57 s                 |
| 3e                     | Bahrain Victorious     | Bahreïn                | + 7 min 27 s           |
| 4e                     | Bora-Hansgrohe         | Allemagne              | + 10 min 06 s          |
| 5e                     | Movistar Team          | Espagne                | + 25 min 54 s          |
| 6e                     | Ineos Grenadiers       | Royaume-Uni            | + 35 min 36 s          |
| 7e                     | Soudal Quick-Step      | Belgique               | + 38 min 47 s          |
| 8e                     | Groupama-FDJ           | France                 | + 38 min 56 s          |
| 9e                     | EF Education-EasyPost  | États-Unis             | + 47 min 54 s          |
| 10e                    | TotalEnergies          | France                 | + 1 h 00 min 02 s      |

| Classement par équipes | Classement par équipes | Classement par équipes | Classement par équipes |
| Équipe                 | Équipe                 | Pays                   | Temps                  |
| ---------------------- | ---------------------- | ---------------------- | ---------------------- |
| 1re                    | Jumbo-Visma            | Pays-Bas               | 11 h 48 min 05 s       |
| 2e                     | UAE Team Emirates      | Émirats arabes unis    | + 57 s                 |
| 3e                     | Bahrain Victorious     | Bahreïn                | + 7 min 27 s           |
| 4e                     | Bora-Hansgrohe         | Allemagne              | + 10 min 06 s          |
| 5e                     | Movistar Team          | Espagne                | + 25 min 54 s          |
| 6e                     | Ineos Grenadiers       | Royaume-Uni            | + 35 min 36 s          |
| 7e                     | Soudal Quick-Step      | Belgique               | + 38 min 47 s          |
| 8e                     | Groupama-FDJ           | France                 | + 38 min 56 s          |
| 9e                     | EF Education-EasyPost  | États-Unis             | + 47 min 54 s          |
| 10e                    | TotalEnergies          | France                 | + 1 h 00 min 02 s      |

## Abandons
Aucun abandon.